# Stephan Luca
Stephan Hornung, umjetnički Stephan Luca (Stuttgart, 3. lipnja 1974.) njemački je kazališni, televizijski i flimski glumac.

## Životopis
Rođen je u Stuttgartu 3. lipnja 1974. kao Stephan Hornung, gdje pohađa osnovnu i srednju školu. Za glumu se zanimao od djetinjstva, a studirao ju je između 1997. i 2000. godine na Visokoj školi za glazbu i kazalište u Hamburgu. Diplomirao je na predstavi Romeo i Julija, nakon čega se usavršavao izvedbama u Zürichu.
Tijekom pohađanja studija bio je suradnik na snimanju televizijskih serija Škola na jezeru i Aus heiterem Himmel. Od 2000. počinje glumiti u niskobudžetnim filmovima, a znajčajniju ulogu dobiva 2002. na filmu Sie haben Knut za koju je dobio pozitivne kritike. Već sljedeće godine dobiva glavnu ulogu u filmu Gladijatori, koji je doživio europski uspjeh. Od ostalih značajnih uloga koje su mu donijele naslov zvijezde u domovini ističu se glavne uloge u filmovima Zec bez ušiju, Muška srca i Naposljetku nada.
Najpoznatiji je njemački televizijski glumac 2010-ih te je glumio u svim njemačkim TV serijama snimljenim od 2002. pa nadalje. Poznat je po suradnji s njemačkom glazbenicom i glumicom Yvonne Catterfeld, s kojom je često glumio. Povremeno na ZDF-u radi kao televizijski voditelj. Član je glumačkog ansambla gradskog kazališta u Hamburgu, gdje živi i radi sa ženom Julijom Jüngling. S njom je u braku od 2006., i ima dvije kćeri, od kojih mlađu ima s Julijom, a stariju iz prijašnje veze.

## Zanimljivosti
- Nakon mature, razmišljao je o studiranju pedijatrije, ali se na kraju ipak odlučio za glumu.[3]
- Svoje umjetničko ime Luca nadjenuo si je tijekom snimanja serije Seoski župnik 2004. godine.[1][3]

## Filmografija
(odabrana filmografija)
- Sie haben Knut (2002.)
- Zec bez ušiju (2007.)
- Plima ljubavi (2007.)
- Toranj u plamenu (2007.)
- Pčele ubojice (2008.)
- Muška srca (2009.)
- Resturlaub (2011.)
- Naposljetku nada (2011.)
- Tajna arke (2011.)
- Strasti iz prošlosti (2012.)
- Smanji me (2013.)